# میرزا طاهر متولی
میرزا طاهر متولی از سیاستمداران ایرانی بود، که در  دوره سوم به عنوان نماینده مشهد در مجلس شورای ملی حضور داشت.